# 필로스트라토스

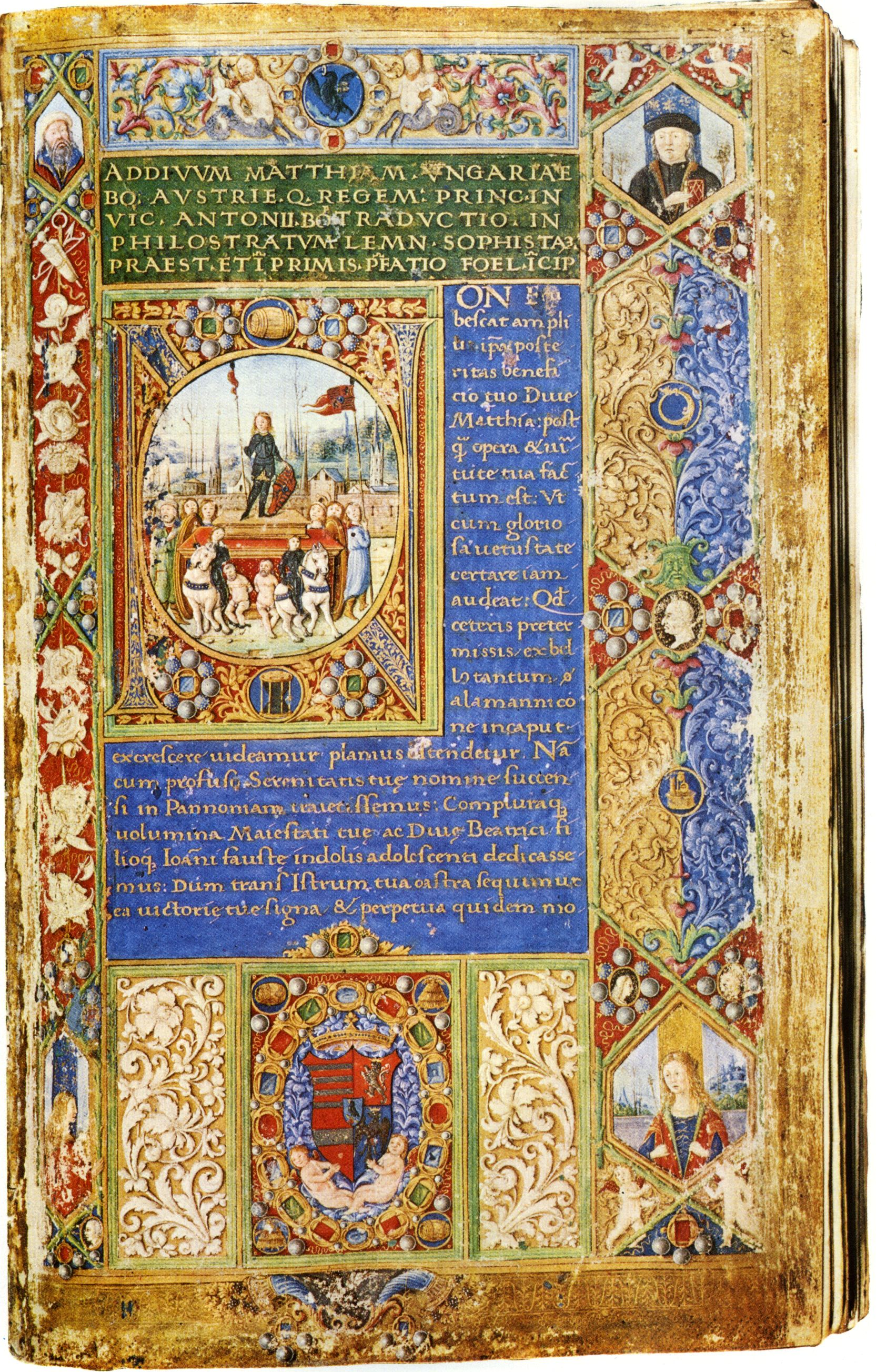

필로스트라토스 혹은 루키우스 플라비우스 필로스트라투스(그리스어: Φλάβιος Φιλόστρατος; 서기 170년경 – 247/250년)는 "아테네인"이라고 불린, 로마 제정 시대의 그리스인 소피스트이다. 그의 아버지는 동명의 덜 유명한 소피스트이다. 수다에 따르면, 170년경쯤에 태어나, 필리푸스 아라브스 황제 제위 기간 (244–249)에 살았다고 하며, 서기 250년경 티레에서 사망했을 것으로 본다.

## 이름과 정체
다소의 모호함이 그의 이름에 있다. 프라이노멘인 ‘플라비우스’(Flavius)는 The Lives of the Sophists와 제제스에서 제시되었다. 에우나피오스와 시네시오스는 그를 ‘렘노스인’이라 불렀고, 포티오스는 티레인이라 했으며, 그의 서한들에선 필로스트라토스를 아테네인이라 나타냈다.
필로스트라토스가 렘노스에서 태어나, 아테네에서 교육받고 가르침을 받았으며, 그 뒤에 로마(이곳에서 그는 자연스럽게 아테네인이라 불렸을 것이다)에 율리아 돔나 황후를 주변으로 형성된 학술 모임의 일원으로서 정착했을 것으로 보인다.

## 필로스트라토스의 저서
역사가들은 필로스트라토스가 티아나의 아폴로니오스의 전기 (Τὰ ἐς τὸν Τυανέα Ἀπολλώνιον; Vita Apollonii), 소피스트들의 생애 (Βίοι Σοφιστῶν), 김나스티코스 (Γυμναστικός), 헤로이코스 (Ἡρωικός), 에피스톨라이 (Ἐπιστολαί) 등 최소 다섯 권을 썼다는 것에 동의한다. 또다른 저서인 상상 (Εἰκόνες)은 일반적으로 그의 사위 렘노스의 필로스트라토스가 쓴 것이라 여긴다.
헤로이코스 (‘영웅들에 대하여’, 서기 213–214년)는 일리아드에서 트로이 공성전 중에 전사한 최초의 아카이아인 용사라고 서술된 프로테실라오스 (또는 프로토실라오스)에 관한 페니키아인 여행자와 포도밭 관리인 (ἀμπελουργός ampelourgos) 간의 담화 형태로 이뤄져 있다. 담화는 죽은 후에 포도밭 관리인과 대화를 나눈, 죽은 프로테실라로스에 더 큰 권위를 바탕으로 하여, 호메로스의 신과 영웅들에 대한 제시의 결론과 비판으로 확장된다. 헤로이코스에는 아킬레우스의 ‘에코에 대한 송시’를 담고 있다.
서기 217년과 238년 사이에 쓰인, 티아나의 아폴로니오스의 전기는 피타고라스 학파 철학자이자 교사인 티아나의 아폴로니오스 (40년경 – 서기 120년경)의 이야기에 대해서 전한다. 필로스트라토스는 셉티미우스 세베루스의 아내이자 카라칼라의 어머니, 율리아 돔나를 위해 이 책을 썼다. 이 책은 그녀가 죽은 후에 완성되었다.
서기 231년과 237년 사이에 쓰인, 소피스트들의 생애는 그리스 소피스트들에 대한 반(半)전기적 역사서이다. 이 역사서는 아마 238년에 살해당한 고르디아누스들 두 명 중 한 명인, 집정관 안토니우스 고르디아누스에게 헌정되었다. 이 책은 두 부분으로 나뉘었는데, 첫 부분은 고르기아스 같은 고대 소피스트들을 다뤘고, 두 번째는 해로데스 아티쿠스 등의 후기 학파들을 다뤘다. 필로스트라토스의 이 저서는 진정한 의미의 전기가 아닌, 호기심 있고, 경계하며, 다재다능함으로 가득차지만, 과학적 방법이 부족하고, 진지한 글쓰기의 확고한 업적보다 문체와 방식의 외적인 우수성을 선호하는, 선도적인 대표자들의 그림 같은 인상이었다. 그가 말하길 철학자는 진리를 연구하며, 소피스트는 진리를 장식하여 그것을 당연시 여기게 한다.
서기 220년 이후에 쓰인, 김나스티코스는 일반적으로 올림픽 경기 및 운동대회들에 관한 기록들을 담고 있다.
에피스톨라이, 즉 사랑의 서간은 신기희극과 알렉산드리아 시인들의 정신을 나타내며, 서간 33편의 일부분들은 벤 존슨의 Song to Celia, "Drink to Me Only with Thine Eyes"에 거의 글자 그대로 번역되었다. 이 서간들은 주로 에로틱한 성격을 띠고 있다. 간행 날짜는 알려져 있지 않다.

## 참고 자료
- 본 문서에는 현재 퍼블릭 도메인에 속한 브리태니커 백과사전 제11판의 내용을 기초로 작성된 내용이 포함되어 있습니다.

## 추가 참고 서적
- Aitken, Ellen Bradshaw, and Jennifer Kay Berenson MacLean, eds. 2004. Philostratus’s “Heroikos”: Religion and Cultural Identity in the Third Century C.E. Atlanta: Society of Biblical Literature.
- Bowie, Ewen L., and Jaś Elsner, eds. 2009. Philostratus. Cambridge, UK: Cambridge Univ. Press.
- Bryson, Norman. 1994. "Philostratus and the Imaginary Museum." In Art and Text in Ancient Greek Culture. Edited by Simon Goldhill and Robin Osborne, 255–283. Cambridge, UK: Cambridge Univ. Press.
- Elsner, Jaś. 2009. "Beyond Compare: Pagan Saint and Christian God in Late Antiquity." Critical Inquiry 35:655–683.
- Eshleman, Kendra Joy. 2008. "Defining the Circle of Sophists: Philostratus and the Construction of the Second Sophistic." Classical Philology 103:395–413.
- Demoen, K., and Danny Praet, eds. 2009. Theios Sophistes: Essays on Flavius Philostratus’ “Vita Apollonii.” Leiden, The Netherlands: Brill.
- Kemezis, Adam M. 2014. Greek Narratives of the Roman Empire under the Severans: Cassius Dio, Philostratus and Herodian. Cambridge, UK: Cambridge Univ. Press.
- König, Jason. 2014. "Images of Elite Communities in Philostratus: Re-Reading the Preface to the “Lives of the Sophists.”" In Roman Rule in Greek and Latin Writing: Double Vision. Edited by Jesper Majbom Madsen and Roger Rees, 246–270. Leiden, The Netherlands: Brill.
- Potter, David. 2011. The Victor’s Crown: A History of Ancient Sport from Homer to Byzantium. Oxford: Oxford Univ. Press.
- Walker, Andrew. 1992. "Eros and the Eye in the Love-Letters of Philostratus." Proceedings of the Cambridge Philological Society 38:132–148.